# Salaud (film)
Pour les articles homonymes, voir Salaud.
Pour plus de détails, voir Fiche technique et Distribution.
Salaud (Villain) est un film britannique de Michael Tuchner sorti en 1971.

## Synopsis
Le truand londonien Vic Daskin organise un hold-up avec ses anciens compagnons. Ayant un tempérament psychotique et violent et ne s'entendant qu'avec sa mère et son jeune amant, Il se frotte vite aux autres complices au point même de menacer le succès de l'opération...

## Fiche technique
- Titre original : Villain
- Titre français : Salaud
- Réalisation : Michael Tuchner
- Scénario : Dick Clement et Ian La Frenais (en)
- Adaptation : Al Lettieri d'après le roman de James Barlow
- Directeur de la photographie : Christopher Challis
- Montage : Ralph Sheldon
- Musique : Jonathan Hodge
- Production : Jay Kanter et Alan Ladd Jr.
- Genre : Film policier
- Pays :  Royaume-Uni
- Durée : 98 minutes
- Date de sortie :
  -  États-Unis : 26 mai 1971 (New York)
  -  Royaume-Uni : 12 août 1971 (Londres), 19 septembre 1971
  -  France : 29 octobre 1971

## Distribution
- Richard Burton (VF : Michel Gatineau) : Victor « Vic » Daskin
- Ian McShane (VF : Bernard Tiphaine) : Wolfe Lissner
- Nigel Davenport (VF : Jean-Louis Jemma) : inspecteur Bob Matthews
- Donald Sinden (VF : Gabriel Cattand) : Gerald Draycott
- Fiona Lewis : Venetia
- T.P. McKenna (VF : Roland Ménard) : Frank Fletcher
- Joss Ackland (VF : Robert Bazil) : Edgar Lowis
- Cathleen Nesbitt (VF : Hélène Tossy) : Madame Daskin
- Elizabeth Knight (en) (VF : Béatrice Delfe) : Patti
- Colin Welland : Tom Binney
- Tony Selby (VF : Maurice Sarfati) : Duncan
- John Hallam : Terry
- Del Henney (en) : Webb
- Ben Howard : Henry
- James Cossins (en) (VF : Antoine Marin) : Brown